# دانشگاه آزاد اسلامی واحد تهران جنوب
دانشگاه آزاد اسلامی واحد تهران جنوب (انگلیسی: Islamic Azad University, South Tehran Branch به اختصار STB)، سومین واحد تأسیس شده از واحدهای دانشگاه آزاد اسلامی است. این دانشگاه به عنوان یکی از واحدهای برتر دانشگاه آزاد اسلامی، قدمت ۳۶ ساله دارد. این واحد دانشگاهی اکنون دارای ۷۲ رشته مصوب دکتری و ۱۵۹ رشته مصوب کارشناسی ارشد، ۴۹ رشته مصوب کارشناسی و ۱۷ رشته مصوب کارشناسی ناپیوسته است‌.
این واحد دانشگاهی از لحاظ تعداد دانشجو در حال حاضر با بیش از ۴۱ هزار نفر دانشجو دومین دانشگاه بزرگ کشور و از نظر رشته‌های فنی و مهندسی با حدود ۱۰۰۸۵ هزار نفر دانشجو در دانشکده فنی و مهندسی بزرگترین دانشگاه کشور و خاورمیانه به‌شمار می‌رود.

## پیشینه
این واحد دانشگاهی، در تاریخ ۱۰ تیرماه سال ۱۳۶۴ خورشیدی با محوریت رشته‌های فنی و مهندسی در شهر تهران تأسیس گردید و با حدود ۷۰۰ دانشجو در رشته‌ها و گرایش‌های مختلف، فعّالیّت اصلی خود را آغاز کرد. شروع کار این دانشگاه در مقطع تحصیلی کاردانی بوده که عمدتاً رشته‌های فنّی را در بر می‌گرفته و تعداد از معدودی رشته‌های کارشناسی به تدریج با تجهیز آزمایشگاه‌ها و کارگاه‌ها و به‌کارگیری نیروهای متخصّص ایجاد شده‌است. بعدها، بیشتر گرایش‌های مقاطع کارشناسی و سپس کارشناسی ارشد، نیز شکل گرفت. دانشکده فنّی دانشگاه آزاد واحد تهران جنوب از نظر وسعت و تعداد دانشجو بزرگ‌ترین دانشکده فنّی در سطح کشور در بین دانشگاه‌های آزاد می‌باشد. بعد از سال ۱۳۶۴ تعداد رشته‌های دانشگاه هم از نظر کمّی و هم از نظر کیفی گسترش یافتند.
دانشجویان این دانشگاه در ۱۵ دانشکده فنّی و مهندسی، تحصیلات تکمیلی فنی مهندسی، مهندسی کامپیوتر و فناوری اطلاعات، مهندسی صنایع، مهندسی مکانیک عمران و معدن، مهندسی شیمی و پلیمر، مهندسی برق، حقوق و علوم سیاسی، روان‌شناسی و علوم تربیتی، اقتصاد و حسابداری، ادبیات فارسی و زبان‌های خارجه، مدیریت، علوم پایه، هنر و معماری و دانشکده تربیت بدنی و علوم ورزشی تحصیل می‌نمایند. دانشگاه آزاد اسلامی واحد تهران جنوب در حال حاضر دارای ۵ معاونت: «آموزشی»، «پژوهشی و فناوری»، «دانشجویی»، «اداری و مالی» و «فنّی و عمران» و تعدادی دفتر و مدیریّت مستقل است که با توجه به وظایف و مأموریت‌های محوّله نسبت به انجام امور آموزشی، اداری و تحقیقاتی مجموعه دانشگاه اقدام می‌نمایند.
این واحد دانشگاهی از ابتدای تأسیس خود در سال ۱۳۶۴، تعداد ۷۳۱۹۸ فارغ التّحصیل داشته که از این تعداد، ۲۳۳۷ نفر از دانشکده تحصیلات تکمیلی، ۸۰۸۰ نفر از دانشکده علوم انسانی، ۱۸۰۸۹ نفر از دانشکده تربیت معلّم (ادبیّات فارسی و زبان‌های خارجی، روان‌شناسی و علوم تربیتی فعلی)، ۱۸۱۶۴ نفر از دانشکده مدیریّت و حسابداری و ۲۶۵۲۸ نفر از دانشکده فنّی و مهندسی فارغ‌التحصیل شده‌اند.

## مجلات علمی
این واحد دانشگاه در حال حاضر دارای ۱۶ مجله علمی می‌باشد که ۷ عنوان از آن‌ها به زبان انگلیسی و بقیه فارسی می‌باشند. از این مجلات ۱ مجله دارای ایندکس اسکوپوس و ۵ مجله علمی-پژوهشی وزارت علوم می‌باشند. ۳ مجله از مجلات این واحد دانشگاهی توسط انتشارات معتبر اشپرینگر ساینس+بیزینس مدیا در آلمان منتشر می‌گردد. این واحد دانشگاهی از لحاظ تعداد مجلات علمی و پژوهشی، پس از واحد علوم و تحقیقات و واحد مرودشت دارای بیشترین مجلات علمی در میان واحدهای دانشگاه آزاد اسلامی می‌باشد.
| نام مجله                                                      | زبان    | ناشر                               | پایگاه‌های نمایه شده            |
| ------------------------------------------------------------- | ------- | ---------------------------------- | ------------------------------ |
| International Journal of Energy and Environmental Engineering | انگلیسی | Springer - دانشگاه آزاد تهران جنوب | علمی-پژوهشی وزارت علوم، ISI    |
| Journal of Industrial Engineering International               | انگلیسی | Springer - دانشگاه آزاد تهران جنوب | علمی-پژوهشی وزارت علوم، Scopus |
| International Journal of Advanced Structural Engineering      | انگلیسی | Springer - دانشگاه آزاد تهران جنوب | علمی-پژوهشی وزارت علوم، Scopus |
| ادبیات عرفانی و اسطوره شناختی                                 | فارسی   | دانشگاه آزاد تهران جنوب            | علمی-پژوهشی وزارت علوم         |
| روان‌شناسی تحولی: روان شناسان ایرانی                           | فارسی   | دانشگاه آزاد تهران جنوب            | علمی-پژوهشی وزارت علوم         |

## دانشکده‌ها
1. مجتمع فنّی و مهندسی
2. مجتمع علوم انسانی ولیعصر
3. دانشکده مهندسی صنایع
4. دانشکده هنر و معماری
5. دانشکده تربیت بدنی و علوم ورزشی
6. مجتمع شهید قربانخانی (سما)
7. مجتمع شهید هادی (سما)

### دانشکده فنّی
از آنجایی که اساس فعالیت دانشگاه آزاد واحد تهران جنوب بر نیروهای متخصص در رشته‌های فنی و مهندسی استوار است لذا دانشکده فنی و مهندسی هم‌زمان با فعالیت دانشگاه فعالیت خود را آغاز کرد و در ۵ رشته در مقطع فوق دیپلم اقدام به پذیرش دانشجو نمود.
اکنون این دانشگاه بزرگ‌ترین دانشگاه فنی و مهندسی از نظر وسعت و تعداد دانشجو در سطح کل کشور ایران می‌باشد.
دانشکده فنی در بلوار ده حقی (آهنگ) در شرق تهران واقع شده‌است.
از دیگر امکانات این دانشکده می‌توان از مراکز تخصصی نام برد که زیر نظر گروه‌های آموزشی فعالیت می‌کنند و عبارت‌اند از: مرکز تخصصی برق و الکترونیک و کامپیوتر، مکانیک عمومی و پایه که این مراکز در دروسی که احتیاج به آزمایشگاه و کارگاه دارند به دانشجویان رشته‌های فنی و مهندسی سرویس می‌دهند. دانشکده فنی و مهندسی شامل ۲۰ گروه آموزشی است. همچنین ۱۱ انجمن علمی دانشجویی در این دانشکده فعالیت می‌کنند.
در حال حاضر فرهاد رزاقیان ریاست این دانشکده را بر عهده دارد.

### دانشکده حقوق وعلوم سیاسی
ازسال ۱۳۶۴ دو رشته حقوق و مترجمی زبان انگلیسی در مقطع کارشناسی و در سیستم آموزشی پاره وقت و قرار دادی در دانشکده مدیریت و حسابداری در کنار سایر رشته‌ها تدریس می‌گردید و بعداً جذب دانشجو در سیستم تمام وقت نیز در دستور کار قرار گرفت..

### دانشکده مهندسی صنایع

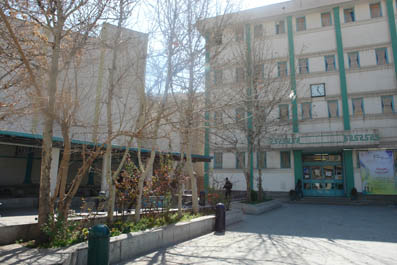
محوطه دانشکده مهندسی صنایع

گروه مهندسی صنایع این دانشگاه در سال ۱۳۸۸، از ساختمان دانشکده فنی جدا شده و مجوز تأسیس دانشکده را از دانشگاه گرفت. دانشکده مهندسی صنایع اولین و در حال حاضر تنها دانشکده مهندسی صنایع دانشگاه آزاد می‌باشد. مکان فعلی و موقت این دانشکده در ساختمان مهینیه (دانشکده علوم انسانی سابق) واقع در میدان امام حسین می‌باشد.
از برنامه‌های آتی این دانشکده تعمیق فعالیت کیفی آموزشی- پژوهشی، تربیت دانشجویان دکتری و افزایش گرایش‌های جدید بین رشته‌ای خواهد بود و سیاست قطب علمی شدن را دنبال می‌کند و گواهینامه استاندارد بین‌المللی مدیریت کیفیت آموزشی ISO۱۰۰۱۵ را اخذ نموده و مجله بین‌المللی مهندسی صنایع را با کیفیت بالا و اخذ تاییدیه علمی – پژوهشی از وزارت علوم و تحقیقات و فناوری به چاپ می‌رساند.

### دانشکده اقتصاد، مدیریت و حسابداری
دانشکده اقتصاد، مدیریت و حسابداری دومین دانشکده از نظر تعداد دانشجو است. ریاست این دانشکده بر عهده خلیل سعیدی می‌باشد. دانشکده اقتصاد، مدیریت و حسابداری شامل ۸ گروه آموزشی است، این دانشکده ۶ انجمن علمی دانشجویی دارد. دانشکده اقتصاد، مدیریت و حسابداری به مجتمع دانشگاهی ولیعصر در ابتدای خیابان دماوند انتقال یافته‌است.
گروه‌های آموزشی فعال در این دانشکده عبارتند از:
حسابداری و مدیریت مالی، مدیریت بازرگانی، مدیریت فرهنگی، مدیریت صنعتی، مدیریت تکنولوژی، مدیریت خدمات بهداشتی و درمانی و مدیریت فناوری اطلاعات

### دانشکده ادبیات فارسی و زبان‌های خارجی
ریاست این دانشکده بر عهدهٔ آقای صالحی می‌باشد.

### دانشکده روان‌شناسی و علوم تربیتی
این دانشکده در سال ۱۳۸۹ از دانشکدهٔ تربیت معلم (ادبیات فارسی و زبان‌های خارجی فعلی)، جدا گشته و هم‌اکنون در محل جدید ساختمان واقع در خیابان فاطمی جنب سازمان آب خیابان شهید دائمی، مشغول به فعالیت می‌باشد. ریاست این دانشکده نخست بر عهده پریرخ دادستان از شاگردان ژان پیاژه روان‌شناس شهیر بود ریاست کنونی این دانشکده آمینه احمدی است
از نشریات علمی - پژوهشی این دانشکده می‌توان از مجله روان‌شناسی تحوّلی (روانشناسان ایرانی) به مدیر مسئولی محترم نعمت طاووسی و سردبیری آقای محمد کریم خداپناهی نام برد.
از انجمن‌های فعال این دانشکده می‌توان از انجمن روانشناسی عمومی، روانشناسی صنعتی - سازمانی و مشاوره و راهنمایی نام برد.

### دانشکده تربیت بدنی و علوم ورزشی
مجموعه ورزشی کاوه در جنوب تهران در منطقه خانی آباد نو در زمینی به مساحت ۱۰۵۰۰ متر مربع با زیر بنای ۶۰۰۰ متر مربع به صورت کاملاً مدرن و مجهز در سال ۱۳۸۵ احداث شد. در سال ۱۳۸۸ دانشگاه آزاد اسلامی واحد تهران جنوب این مجموعه را خریداری نمود و در سال ۱۳۸۹، دانشکده تربیت بدنی و علوم ورزشی، در این مجموعه، به منظور تربیت نیروی متخصص و توانمند در رشته تربیت بدنی با استفاده از بالاترین استانداردهای آموزشی و پژوهشی تأسیس گردید.

### دانشکده هنر و معماری
آغاز به کار رشته‌های مصوب گروه هنر در واحد تهران جنوب به سال ۱۳۷۵ و هم‌زمان به پذیرش دانشجو در رشته‌های کاردانی معماری و گرافیک بازمی‌گردد. با تأسیس رشته مهندسی معماری در مقطع کارشناسی در سال ۱۳۸۱ فعالیت این گونه رشته‌ها در قالب دانشکده فنی و مهندسی ادامه می‌یابد چنانچه در طول این سال‌ها، به عنوان مرکزی معتبر در جهت تربیت نیروی انسانی مورد نظر جامعه شناخته شده‌است.
دانشکده هنر و معماری دانشگاه آزاد اسلامی تهران جنوب، به عنوان دانشکده‌ای جوان و تازه تأسیس که از سال ۱۳۹۲ شروع به فعالیت نموده‌است، امروز با داشتن حدود ۲۵۰۰ نفر دانشجو در مقاطع کارشناسی پیوسته و ناپیوسته و کارشناسی ارشد و دکترا، به تربیت نیرهای متخصص در این زمینه می‌پردازد. رشته‌های هنر و معماری دانشگاه آزاد تهران جنوب در سال اخیر با تصویب رشته‌های کارشناسی مهندسی شهرسازی و طراحی لباس (به عنوان تنها مجری دانشگاه آزاد این رشته‌ها در سطح شهر تهران)، و راه اندازی دوره‌های کارشناسی ارشد مهندسی معماری، مدیریت پروژه و ساخت، معماری منظر، معماری داخلی، مرمت، طراحی شهری، برنامه‌ریزی شهری، جغرافیا و برنامه‌ریزی شهری و برنامه‌ریزی گردشگری، پژوهش هنر و دوره‌های دکتری معماری و شهرسازی رو به گسترش نهاده‌است.

### دانشکده علوم پایه
این دانشکده در راستای سیاست تخصصی‌سازی دانشکده‌ها که در واحد تهران جنوب دنبال می‌شود، تأسیس شده و در این راستا گروه‌های آموزشی شامل شیمی کاربردی، فیزیک و ریاضی کاربردی از دانشکده فنی، و دبیری ریاضی از دانشکده ادبیات فارسی و زبانهای خارجی به این دانشکده منتقل شده‌است. پس از تأسیس دانشکدهٔ تربیت بدنی و علوم ورزشی و دانشکدهٔ روانشناسی و علوم تربیتی دانشکده علوم پایه نهمین دانشکده مصوب واحد تهران جنوب می‌باشد.

### تجمیع
به دنبال سیاست‌های دانشگاه آزاد اسلامی مبنی بر تجمیع دانشکده‌های واحدهای شهر تهران در یک پردیس دانشگاهی، سایتی ۱۲ هکتاری در کنار سایت دانشکده فنی واحد تهران جنوب جهت تجمیع تمامی دانشکده‌ها در سال ۱۳۹۳ خریداری گردید.

## رشته‌های تحصیلی
| دانشکده                         | کارشناسی پیوسته | کارشناسی ناپیوسته | کارشناسی ارشد | دکتری تخصصی |
| ------------------------------- | --- | --- | --- | --- |
| مجتمع شهید قربانخانی            | - | حسابداری معماری مهندسی نرم‌افزار کامپیوتر\|\| -\|\|- | | |
| مجتمع شهید هادی                 | - | حسابداری معماری مهندسی نرم‌افزار کامپیوتر | - | - |
| مجتمع علوم انسانی ولیعصر (عج)   | روان‌شناسی مدیریت بازرگانی حقوق مترجمی زبان انگلیسی زبان و ادبیات فارسی آموزش زبان انگلیسی علوم سیاسی علم اطلاعات و دانش‌شناسی علوم قرآن و حدیث فقه و مبانی حقوق اسلامی علوم قضایی مطالعات خانواده علوم تربیتی مشاوره اقتصاد حسابداری مدیریت بیمه مدیریت امور بانکی مدیریت مالی مدیریت دولتی مدیریت صنعتی مدیریت امور گمرکی مدیریت کسب و کارهای کوچک مدیریت فرهنگی هنری | آموزش زبان انگلیسی آموزش و پرورش ابتدایی حقوق-حقوق ثبتی مدیریت بازرگانی مدیریت دولتی مدیریت صنعتی حسابداری آموزش ریاضی                                                                   | اندیشه سیاسی در اسلام حقوق بین‌الملل حقوق جزا وجرم‌شناسی حقوق خصوصی حقوق عمومی حقوق ثبت اسناد و املاک حقوق تجارت بین‌الملل حقوق مالی - اقتصادی روابط بین‌الملل علوم سیاسی علوم قرآن وحدیث فقه ومبانی حقوق اسلامی مطالعات زنان - زن وخانواده فلسفه و کلام اسلامی مطالعات منطقه ای - مطالعات خاورمیانه و شمال آفریقا زبان و ادبیات انگلیسی مترجمی زبان انگلیسی آموزش زبان انگلیسی زبان و ادبیات فارسی- ادبیات پایداری زبان‌شناسی محض زبان و ادبیات فارسی - ادبیات تطبیقی زبان و ادبیات فارسی مترجمی زبان فرانسه آموزش و بهسازی منابع انسانی برنامه‌ریزی درسی تکنولوژی آموزشی جامعه‌شناسی علوم تربیتی - آموزش و پرورش ابتدایی مشاوره - مشاوره شغلی مشاوره - مشاوره خانواده مشاوره - مشاوره توانبخشی روانشناسی بالینی روانشناسی شخصیت روانشناسی عمومی تحقیقات آموزشی مدیریت آموزشی مدیریت تکنولوژی- سیاست‌های تحقیق و توسعه مدیریت تکنولوژی - نوآوری تکنولوژی مدیریت خدمات بهداشتی و درمانی مدیریت بازرگانی - مدیریت استراتژیک مدیریت بازرگانی - تجارت الکترونیکی مدیریت بازرگانی- بازرگانی بین‌المللی مدیریت بازرگانی- بازاریابی مدیریت فناوری اطلاعات - مدیریت منابع اطلاعاتی مدیریت فناوری اطلاعات- سیستم‌های اطلاعاتی پیشرفته مدیریت دولتی - توسعه منابع انسانی مدیریت دولتی - بودجه و مالیه عمومی مدیریت دولتی - طراحی سازمان‌های دولتی مدیریت کسب و کار - بازاریابی کارآفرینی - کسب و کار جدید مدیریت صنعتی - مدیریت عملکرد مدیریت صنعتی- تحقیق در عملیات مدیریت صنعتی - تولید و عملیات امورفرهنگی- مدیریت امورفرهنگی مدیریت کسب و کار - رفتار سازمانی و منابع انسانی مدیریت کسب و کار - استراتژی مدیریت مالی حسابداری علوم اقتصادی - اقتصاد و تجارت الکترونیک علوم اقتصادی - اقتصاد اسلامی علوم اقتصادی - اقتصاد انرژی علوم اقتصادی - توسعه اقتصادی و برنامه‌ریزی علوم اقتصادی - برنامه‌ریزی سیستم‌های اقتصادی\|\|آموزش زبان انگلیسی آموزش عالی - مدیریت آموزش عالی برنامه‌ریزی درسی حسابداری حقوق بین‌الملل عمومی حقوق جزا و جرم‌شناسی حقوق خصوصی حقوق عمومی روابط بین‌الملل زبان‌شناسی زبان و ادبیات انگلیسی زبان و ادبیات فارسی علوم اقتصادی - اقتصاد اسلامی علوم اقتصادی - اقتصاد بخش عمومی علوم سیاسی - اندیشه‌های سیاسی علوم سیاسی - جامعه‌شناسی سیاسی علوم سیاسی - سیاست گذاری عمومی علوم سیاسی - مسایل ایران علوم قرآن و حدیث فلسفه علم فلسفه و کلام اسلامی مالی - بیمه مالی - مهندسی مالی مدیریت آموزشی مدیریت تکنولوژی - مدیریت انتقال تکنولوژی مدیریت دولتی - تصمیم‌گیری و خط مشی گذاری عمومی مدیریت دولتی - مدیریت منابع انسانی مدیریت رسانه مدیریت صنعتی - استراتژی صنعتی مدیریت صنعتی - تحقیق در عملیات مدیریت صنعتی - تولید و عملیات مدیریت صنعتی - مدیریت سیستم‌ها مدیریت فناوری اطلاعات - کسب و کار هوشمند مدیریت و برنامه‌ریزی فرهنگی مدیریت بازرگانی-مدیریت بازاریابی | |
| مجتمع فنی و مهندسی              | ریاضیات و کاربردها شیمی محض مهندسی شیمی مهندسی خط و سازه‌های ریلی آمار فیزیک مهندسی معدن مهندسی نساجی مهندسی نفت مهندسی پلیمر مهندسی ورزش مهندسی پزشکی مهندسی برق مهندسی نقشه‌برداری مهندسی عمران مهندسی مکانیک مهندسی مواد و متالورژی مهندسی ساخت و تولید مهندسی کامپیوتر شیمی کاربردی                                                                                 | مهندسی حرفه ای کامپیوتر نرم‌افزار مهندسی حرفه ای الکترونیک کاربردی مهندسی فناوری معدن-استخراج معادن زیرزمینی مهندسی تکنولوژی برق-قدرت مهندسی فناوری عمران- نقشه‌برداری مهندسی اجرایی عمران | مهندسی عمران- مهندسی آب و سازه‌های هیدرولیکی مهندسی عمران- حمل و نقل مهندسی عمران- سازه مهندسی عمران - مهندسی مدیریت ساخت مهندسی عمران- راه و ترابری مهندسی عمران - زلزله مهندسی نقشه‌برداری- سنجش از دور مهندسی نقشه‌برداری - ژئودزی مهندسی مواد - شناسایی و انتخاب مواد مهندسی مهندسی مکاترونیک مهندسی کامپیوتر- هوش مصنوعی و رباتیکز مهندسی کامپیوتر - نرم‌افزار مهندسی کامپیوتر- معماری سیستمهای کامپیوتری مهندسی معدن - مکانیک سنگ مهندسی معدن- اکتشاف مواد معدنی مهندسی معدن-استخراج مواد معدنی علوم کامپیوتر - محاسبات علمی ریاضی کاربردی- آنالیز عددی ریاضی کاربردی - بهینه‌سازی ریاضی کاربردی - ریاضی مالی مهندسی سیستم‌های انرژی - سیستمهای انرژی مهندسی سیستم‌های انرژی - تکنولوژی انرژی مهندسی کامپیوتر -شبکه‌های کامپیوتری مهندسی فناوری اطلاعات - تجارت الکترونیکی مهندسی مکانیک (طراحی کاربردی) مهندسی مکانیک - تبدیل انرژی مهندسی مکانیک - ساخت و تولید مهندسی خودرو - سازه و بدنه خودرو مهندسی خودرو - طراحی سیستم‌های دینامیکی خودرو مهندسی خودرو - قوای محرکه خودرو مهندسی پزشکی- بیومتریال مهندسی پزشکی- بیوالکتریک مهندسی شیمی - طراحی فرایند مهندسی شیمی - محیط زیست مهندسی شیمی- ترموسینتیک و کاتالیست مهندسی شیمی - صنایع غذایی مهندسی شیمی - بیو تکنولوژی مهندسی شیمی - پلیمر مهندسی شیمی - پدیده‌های انتقال مهندسی نساجی - مدیریت تولید مهندسی نساجی - فناوری مهندسی نساجی - الیاف مهندسی نساجی -ساختارهای نانولیفی علوم زمین- زمین‌شناسی اقتصادی علوم زمین - زمین ساخت (تکتونیک) علوم زمین- زمین‌شناسی مهندسی نانوشیمی شیمی - شیمی معدنی شیمی- شیمی آلی مهندسی پلیمر -نانو فناوری مهندسی پلیمر - کامپوزیت مهندسی پلیمر - رنگ مهندسی پلیمر - فراورش مهندسی برق - کنترل مهندسی برق - سیستم‌های قدرت مهندسی برق - مخابرات نوری مهندسی برق - مدارهای مجتمع الکترونیک مهندسی برق - سامانه‌های برقی حمل و نقل مهندسی برق - شبکه‌های مخابراتی مهندسی برق - مخابرات امن و رمزنگاری مهندسی برق - مخابرات میدان و موج مهندسی برق - برنامه‌ریزی و مدیریت سیستم‌های انرژی الکتریکی مهندسی برق - سیستم‌های الکترونیک دیجیتال مهندسی برق - مخابرات سیستم مهندسی برق - افزاره‌های میکرو و نانو الکترونیک مهندسی برق - الکترونیک قدرت و ماشین‌های الکتریکی مهندسی نفت - حفاری نانوفیزیک | ریاضی - آنالیز ریاضی - جبر ریاضی - کاربردی شیمی - شیمی فیزیک شیمی - شیمی آلی شیمی - شیمی تجزیه مهندسی برق- الکترونیک مهندسی برق - قدرت مهندسی برق - کنترل مهندسی برق - مخابرات مهندسی پزشکی - بیوالکتریک مهندسی پزشکی - بیومتریال مهندسی پزشکی - بیومکانیک مهندسی پلیمر مهندسی سیستم‌های انرژی -انرژی و محیط زیست مهندسی سیستم‌های انرژی - مدل‌سازی انرژی مهندسی شیمی مهندسی عمران - زلزله مهندسی عمران - ژئوتکنیک مهندسی عمران - سازه مهندسی عمران -مهندسی و مدیریت ساخت مهندسی عمران - مهندسی و مدیریت منابع آب مهندسی کامپیوتر - معماری مهندسی کامپیوتر - نرم‌افزار و الگوریتم مهندسی کامپیوتر - هوش مصنوعی مهندسی کامپیوتر شبکه و رایانش مهندسی متالورژی و مواد مهندسی معدن - استخراج مواد معدنی مهندسی معدن - اکتشاف مواد معدنی مهندسی معدن - فرآوری مواد معدنی مهندسی مکانیک - دینامیک، کنترل و ارتعاشات (طراحی کاربردی) مهندسی مکانیک - طراحی کاربردی مهندسی مکانیک-تبدیل انرژی |
| دانشکده تربیت بدنی و علوم ورزشی | علوم ورزشی | تربیت بدنی و علوم ورزشی-مدیریت و برنامه‌ریزی تربیت بدنی | جامعه‌شناسی ورزشی فیزیولوژی ورزشی - فیزیولوژی فعالیت بدنی و تندرستی مدیریت ورزشی- مدیریت راهبردی در سازمان‌های ورزشی مدیریت ورزشی - مدیریت رویدادهای ورزشی مدیریت ورزشی - مدیریت رسانه‌های ورزشی مدیریت ورزشی- مدیریت بازاریابی در ورزش مدیریت ورزشی- مدیریت اماکن و تأسیسات ورزشی مدیریت ورزشی- مدیریت اوقات فراغت ورزش‌های تفریحی روان‌شناسی ورزشی آسیب‌شناسی ورزشی و حرکات اصلاحی - امدادگر ورزشی | جامعه‌شناسی ورزشی فیزیولوژی ورزشی مدیریت ورزشی |
| دانشکده مهندسی صنایع            | مهندسی صنایع | - | مهندسی صنایع - بهینه‌سازی سیستم‌ها مهندسی صنایع - مدیریت پروژه مهندسی صنایع - کیفیت و بهره‌وری مهندسی صنایع - سیستم‌های کلان مهندسی صنایع - لجستیک و زنجیره تأمین مهندسی صنایع - مهندسی مالی | مهندسی صنایع - بهینه‌سازی سیستم‌ها مهندسی صنایع - کیفیت و بهره‌وری مهندسی صنایع - لجستیک و زنجیره تأمین |
| دانشکده هنر و معماری            | مهندسی معماری مهندسی شهرسازی طراحی لباس طراحی پارچه طراحی صنعتی ارتباط تصویری | مهندسی حرفه ای معماری مهندسی شهرسازی | مهندسی معماری معماری داخلی مرمت و احیای ابنیه و بافت‌های تاریخی - حفاظت و مرمت میراث شهری مرمت و احیای ابنیه و بافت‌های تاریخی - حفاظت و مرمت میراث معماری مهندسی معماری منظر فناوری معماری - معماری دیجیتال فناوری معماری - معماری بیونیک طراحی پارچه و لباس مدیریت پروژه و ساخت تصویرسازی پژوهش هنر برنامه‌ریزی شهری طراحی شهری جغرافیا و برنامه‌ریزی شهری- برنامه‌ریزی مسکن و بازآفرینی شهری جغرافیا و برنامه‌ریزی گردشگری - گردشگری روستایی | معماری شهرسازی |

## مجموعه‌های ورزشی
رشته تربیت بدنی در سال ۱۳۸۷ و در گرایش‌های فیزیولوژی ورزشی، بیومکانیک ورزشی و مدیریت ورزشی به جمع رشته‌های این دانشگاه افزوده شد.
در حال حاضر ۲ مرکز تربیت بدنی در این دانشگاه قرار دارد.

### مجموعه ورزشی شهید افشین کاوه
در روز ۱۲ بهمن ۱۳۸۸ بزرگ‌ترین مجموعه ورزشی جنوب تهران در دانشگاه آزاد اسلامی واحد تهران جنوب با نام شهید کاوه و با حضور رئیس دانشگاه آزاد،  جاسبی افتتاح شد. این مجموعه ورزشی شامل ۱۰ هزار و ۱۶۰ مترمربع استادیوم، شش هزار و ۵۶۲ مترمربع زمین چمن مصنوعی، هزار و ۳۲۰ مترمربع سالن سرپوشیده، سالن بدنسازی، سونای خشک و پارکینگ است. البته طبق گفتهٔ جاسبی، در آینده نیز یک استخر به این مجموعه اضافه می‌شود.
از دیگر امکانات این مجموعه می‌توان به کلاس‌های درس، خوابگاه و ساختمان اداری اشاره کرد.
این مجموعه ورزشی واقع در میدان بهمن، اتوبان شهید تندگویان، چهارراه میثاق، میثاق جنوبی، انتهای خیابان ۳۴، می‌باشد.

### مجموعه ورزشی دانشکده فنی
دومین مجموعه ورزشی نیز در محل دانشکده فنی واقع در بلوار آهنگ قرار دارد. این مجموعه شامل یک سالن سر پوشیده، زمین چمن مصنوعی و زمین‌های جانبی می‌باشد.
امکاناتی همچون باشگاه بدن سازی و تنیس روی میز نیز در این مجموعه موجود می‌باشد.

## استادان سرشناس
- سام سوادکوهی فر، عضو حقوقدان شورای نگهبان قانون اساسی
- سید احمد موسوی، معاون حقوقی دولت دوم محمود احمدی‌نژاد
- احمد خاتمی (استاد دانشگاه)، رئیس دانشکده ادبیات و علوم انسانی دانشگاه شهید بهشتی، استاد برجستهٔ زبان و ادبیات فارسی
- پریرخ دادستان، از بنیانگذاران روانشناسی نوین ایران، مادر روانشناسی ایران، چهره ماندگار، از شاگردان ژان پیاژه
- فاطمه هاشمی رفسنجانی، فرزند هاشمی رفسنجانی
- محمد دادکان، بازیکن سابق باشگاه فوتبال پرسپولیس تهران، رئیس سابق فدراسیون فوتبال ایران
- جعفر توفیقی، وزیر سابق علوم، سرپرست وزارت علوم، تحقیقات و فناوری
- حمید لسانی، رئیس سابق دانشگاه مازندران و دانشگاه صنعت آب و برق تهران
- حسن ظهور، عضو پیوسته و دبیر فرهنگستان علوم جمهوری اسلامی ایران، چهره ماندگار مهندسی مکانیک
- عزت‌الله ضرغامی، رئیس سابق سازمان صدا و سیما ی جمهوری اسلامی ایران
- سیدمحمد جهرمی، وزیر کار و امور اجتماعی ایران در کابینه اول محمود احمدی‌نژاد و معاون سابق اجرایی شورای نگهبان و ریاست دانشکده مدیریت دانشگاه آزاد واحد تهران جنوب
- عبدالحسین فرزاد مترجم، پژوهشگر، منتقد و دانشیار پژوهشگاه علوم انسانی و مطالعات فرهنگی ایران و دانشیار نیمه وقت دانشگاه آزاد اسلامی واحد تهران جنوب
- فرخ حجت کاشانی چهره ماندگار مهندسی برق، استاد پیشین دانشگاه UCLA، استاد مهندسی برق دانشگاه علم و صنعت ایران و دانشگاه آزاد واحد تهران جنوب
- محمدمنصور فلامکی چهره ماندگار معماری، استاد بازنشسته دانشگاه تهران
- محمودرضا حقی فام معاونت وزیر نیرو
- جعفر سرقینی سرپرست وزارت صمت
- مهدی رفیع زاده استاد تمام دانشگاه امیرکبیر و استاد دانشکده مهندسی شیمی و پلیمر تهران جنوب

## دانش آموختگان سرشناس
- احسان خواجه‌امیری، خواننده پاپ ایرانی
- غلامرضا اسلامی بیدگلی، عضو هیئت علمی دانشکده مدیریت دانشگاه تهران، از مشاهیر مدیریت مالی ایران
- علی رضوانی بیدگلی، مؤلف و محقق برجسته حوزهٔ مهندسی مالی
- محسن یگانه، خواننده پاپ ایرانی
- محمدرضا گلزار، هنرپیشه ایرانی
- پیمان اسدیان، گوینده و مجری ورزشی شبکه خبر
- بیژن رحمانی، بازیگر سینما
- علی دایی، بازیکن فوتبال، وی به مدت دو ترم در رشته مهندسی کشاورزی دانشگاه آزاد اسلامی واحد تهران جنوب تحصیل کرد و سپس در دانشگاه صنعتی شریف قبول شد.
- علی چنگیزی نویسنده و منتقد ادبی دانش آموخته دوره دکتری مدیریت دولتی
- سپیده توکلی، عضو تیم ملی دو و میدانی بانوان ایران و رکورددار رشته‌های هفتگانه، پنج‌گانه، پرش ارتفاع و دو ۱۰۰ متر بامانع ایران
- علی پهلوان، خواننده پاپ ایرانی (گروه آریان)
- رضا رفیع، نویسنده، طنزپرداز، روزنامه‌نگار و مجری ایرانی
- کاوه سماک باشی، بازیگر سینما و تلویزیون